# Noëlla Bachebandey Manzolo
Noëlla Bachebandey Manzolo, est une femme politique congolaise et actuellement elle est sénatrice de la république démocratique du Congo. Elle est élue le 26 mai 2024, dans la ville province de l'Ituri,.

## Biographie
Bachebandey Manzolo, elle est originaire du secteur de Banyali Kilo en Djugu, dans la province de l'Ituri. Elle naquit du père Christophe Agalo et de la mère Christine Adokorac, eux tous décédés.

## Formation
En 2011, elle finie ses études en droit public à l’Université de Bunia (UNIBU) à Bunia

### Carrière politique
Bachebandey Manzolo, est passée par plusieurs postes politiques dans les années précédentes ; elle fut:
1. Superviseur technique territorial de la commission électorale indépendante, CEI en sigle ;
2. Membre du bureau relais de la CEI en territoire de Djugu en 2006 ;
3. Trésorière à l’aumônerie catholique du campus de l’Université de Bunia (UNIBU) à 2009 ;
4. Superviseur des enquêteurs de l’organisation internationale de migration en 2008 ;
5. Administratrice gestionnaire de la société sous le palmier de 2013 à nos jours ;
6. Chef de Bureau de la division provinciale de l’action Humanitaire et solidarité nationale de l’Ituri au bureau commune Mbunya ;
7. Experte chargée d’enquête sur la catastrophe naturelle en province de l’Ituri ;

### Autres
Maître Noëlla Bachebandey Manzalo est membre au sein du parti politique Union pour la nation congolaise, parti cher à Vital kamhere.